# Сєверний (Сакмарський район)
Сє́верний (рос. Северный) — селище у складі Сакмарського району Оренбурзької області, Росія.

## Населення
Населення — 120 осіб (2010; 133 у 2002).
Національний склад (станом на 2002 рік):
- казахи — 56 %
- росіяни — 27 %